# نغمة أذنية
النغمات الأذنية أو (بالإنجليزية Binaural beats) هي نغمات سمعية علاجية تم اكتشافها من قبل العالم هنريك وليام دوف عام 1839م ثم تبناها العالم جيرالد اوستر، ولاقت رواجا كبيرا في نهاية القرن العشرين بناء على ادعاءات من علماء الطب البديل على انها تساعد على الاسترخاء والتأمل والإبداع وغيرها من الحالات النفسية.
- (هنريك وليام دوف (1803-1879م) عالم فيزياء وأرصاد جوية من بروسيا (مملكة ألمانية قديمة).
- (جيرالد أوستر (1918-1993م) عالم فيزياء حيوية).

وتعمل هذه النغمات على إرسال ذبذبات أو نبضات في مناطق محددة من الدماغ لتقوم بتنشيطها. وتأثيرها على الدماغ يعتمد على الفرق بين تردد الأذنين اليمنى واليسرى فمثلا إذا كان تردد الأذن الأولى 300 Hz والثانية 310 Hz سنحصل على نغمة أذنية ترددها 10 Hz كما تبين الصورة.
ويتجاوب الدماغ مع هذه النغمات التي يمكن الحصول عليها من خلال بعض برامج الجوال مثل (آي-دوسر) عن طريق الاستماع إليها بواسطة سماعات ستيريو شريطة الا يزيد تردد الصوت على 1,000 Hz ليكون ملحوظا وبتردد سمعي يساوي أو يقل عن 30 Hz حتى يتم التأثير.

## استخداماتها
تستخدم هذه النغمات في الطب البديل والعلاج النفسي والروحي ولكنها أحيانا قد تسبب حالات غريبة كالخوف والضحك الهستيري وغيرها.

## النغمات الأذنية في الحضارات السابقة
من نشيد رهبان التبت إلى ايقاعات طبول الهنود الحمر، لعب الصوت دورا مهما في الممارسات الروحية والشعائر الدينية، كانت تلك الثقافات البدائية على علم بآثار تلك الموجات على العقل والتفكير قبل أن يقر العلم الحديث بهذه الأفكار.
من بحث أجرته مليندا ماكسفيلد* يوضح فيه أن الطبول وجدت في طقوس ثقافات مختلفة كانت تولد موجات أذنية بتردد Hz4.5 (أي انها موجات ثيتا) الأمر الذي أدى إلى الإحساس بالنشوة لدى المستمعين لها والتأمل العميق.
- (مليندا ماكسفيلد (1940-2014م) دكتورة أمريكية في الفلسفة).

وقد استخدمت هذه الموجات عند الشامانيين الأمريكان الأصليين والمعالجين الهندوس وكذلك الرهبان التبتيين والدراويش الصوفيين وكانت تستخدم لغرض الشفاء التفكر والارتقاء لمستوى أعلى من الروحانية.

## المخدرات الرقمية
اشارت بعض القنوات التلفزيونية كقناة العربية وقناة MTV اللبنانية إلى انتشار نوع من المخدرات الصوتية التي يتم شراؤها عن طريق الإنترنت والتي قد تسبب الصرع أو الإدمان أو حتى الوفاة.
1. لا وجود للمخدرات الرقمية وانما هي موجات أذنية سميت على أسماء مخدرات كالمارجوانا وغيرها كنوع من التسويق وتكون هذه الموجات من نوع بيتا التي تسبب الإثارة والقلق كما اشرنا التي تعطي مفعولا مشابه نوعا ما للمخدرات.
2. بعض هذه الموجات تزيد من الوعي لذلك قد يستخدمها البعض للدخول إلى حالة الوعي أثناء النوم مما ينتج عنه حدوث شلل أثناء النوم أو ما يعرف بالجاثوم وهذا ما يفسر ظهور بعض مستخدميها على هيئة المصروع.

وبالطبع هذا لا ينفي احتمالية الإصابة بأضرار نفسية للجسم في حالة إساءة استخدام هذه الموجات والتلاعب بها وهذا حتما لا يبرر تحيز الاعلام ضد هذه العلوم في محاولة لكسب المتابعين والمشاهدين.